# Mike Richter
Michael Thomas „Mike” Richter (ur. 22 września 1966 w Abington w stanie Pensylwania w USA) – amerykański zawodowy hokeista na lodzie.

## Kariera zawodnicza
W latach 1988–2003 występował w lidze NHL na pozycji bramkarza. Wybrany z numerem (28) w drugiej rundzie draftu NHL w 1985 roku przez New York Rangers, w której to drużynie grał przez cały okres pobytu w NHL. W 1994 roku zdobył z Rangersami Puchar Stanleya. W sezonach zasadniczych NHL rozegrał łącznie 666 spotkań. Przeciętnie wpuszczał 2,9 bramki na mecz.
W 2002 roku na Igrzyskach Olimpijskich w Salt Lake City, wraz z drużyną narodową USA, zdobył srebrny medal.

## Wyróżnienia
- Puchar Świata w Hokeju na Lodzie 1996:
  - Skład gwiazd turnieju
- Hokej na lodzie na Zimowych Igrzyskach Olimpijskich 2002:
  - Skład gwiazd turnieju
- Lester Patrick Trophy: 2009